# 竹本雄利
竹本 雄利（たけもと ゆうり、1996年5月24日 - ）は、日本のプロボクサー。和歌山県和歌山市出身。クラトキボクシングジム所属。

## 人物
名前の「雄利」は元世界王者勇利アルバチャコフからとった。
父は元アマチュアボクサーで中学1年生からボクシングを始めた。

## 来歴
2017年6月18日に和歌山ビッグウエーブで福井貫太とスーパーフェザー級4回戦を戦い、2回1分35秒TKO勝ちでデビュー戦を白星で飾ったが2か月後の試合では4回判定負けでプロ初黒星を喫した。
その後引き分けを挟んで2連勝して2018年11月18日に大阪府立体育会館第二競技場で行われた「2018年度全日本新人王西軍代表決定戦」にてテルのび太とフェザー級4回戦を行い、1回2分43秒TKO勝ちで西軍代表とMVPを獲得した。
そして同年12月23日に後楽園ホールで行われた全日本新人王決定戦にて東軍代表MVPの峯田光と対戦して1回、3つのダウンを奪うなどの猛攻を見せて5回3-0（47-46×2、49-44）の判定勝ちで全日本新人王とMVPを獲得した。
さらに2020年8月13日に後楽園ホールで行われた「ダイヤモンドグローブ」にて日本フェザー級王者佐川遼と日本フェザー級タイトルマッチを行い、6回3分9秒KO負けで日本王座獲得に失敗。

## 戦績
- プロ - 14戦9勝4敗1分（5KO）

| 戦           | 日付           | 勝敗 | 時間    | 内容     | 対戦相手                     | 国籍         | 備考                                     |
| ------------ | -------------- | ---- | ------- | -------- | ---------------------------- | ------------ | ---------------------------------------- |
| 1            | 2017年6月18日  | ☆    | 2R 1:35 | TKO      | 福井貫太（寝屋川石田）       | 日本         | プロデビュー戦                           |
| 2            | 2017年8月15日  | ★    | 4R      | 判定0-3  | 中村堅亮（BMB）              | 日本         |                                          |
| 3            | 2017年12月24日 | △    | 4R      | 判定0-0  | 岸根知也（堺東ミツキ）       | 日本         |                                          |
| 4            | 2018年5月27日  | ☆    | 1R 0:53 | TKO      | 播磨一憲（大阪帝拳）         | 日本         | 2018年度西日本フェザー級新人王予選       |
| 5            | 2018年7月13日  | ☆    | 4R      | 判定3-0  | 岩屋卓史（寝屋川石田）       | 日本         | 2018年度西日本フェザー級新人王予選       |
| 6            | 2018年11月18日 | ☆    | 1R 2:43 | TKO      | テルのび太（緑）             | 日本         | 2018年度フェザー級新人王戦西軍代表決定戦 |
| 7            | 2018年12月23日 | ☆    | 5R      | 判定3-0  | 峯田光 (帝拳）               | 日本         | 2018年度全日本フェザー級新人王決勝戦     |
| 8            | 2019年3月24日  | ☆    | 6R      | 判定3-0  | レイモンド・エムピック       | フィリピン   |                                          |
| 9            | 2019年6月16日  | ☆    | 1R 2:39 | TKO      | キキ・マルシアノ             | インドネシア |                                          |
| 10           | 2019年10月6日  | ☆    | 6R      | 負傷判定 | 髙林良幸（RK蒲田）           | 日本         |                                          |
| 11           | 2020年8月13日  | ★    | 6R 3:09 | KO       | 佐川遼（三迫）               | 日本         | 日本フェザー級タイトルマッチ             |
| 12           | 2022年3月31日  | ★    | 3R 2:24 | TKO      | 上原拓哉（三迫）             | 日本         |                                          |
| 13           | 2023年10月22日 | ☆    | 3R 1:17 | TKO      | オラツァチャイ・プラソエトリ | タイ         |                                          |
| 14           | 2025年1月14日  | ★    | 1R 2:00 | KO       | 木村蓮太朗（駿河男児）       | 日本         |                                          |
| テンプレート |                |      |         |          |                              |              |                                          |

## 獲得タイトル
- 全日本フェザー級新人王